# Попов Павло Іванович
Попов Павло Іванович (20(08). 12.1896—13.07.1937) — політичний діяч, ідеолог українського націонал-комунізму, вчений-аграрник. 

## Життєпис
Народився в с. Демидівка (нині село Решетилівського району Полтавської області) в сім'ї агронома. 1915 закінчив Полтавське реальне училище, навчався на економічному факультеті Московського комерційного інституту. Учасник українських студентських організацій Москви, член Української соціал-демократичної робітничої партії з 1915. 1916 мобілізований до російської армії. Закінчив школу прапорщиків у м. Петергоф (нині місто у складі Петродворцевого району Санкт-Петербурга, РФ) і отримав відповідне офіцерське звання (лютий 1917). Після Лютневої революції 1917 обраний членом комітету 1-ї армії Північного фронту. Із грудня 1917 — у Києві, співробітник генерального секретарства військових справ УНР, слухач Київського комерційного інституту. Невдовзі увійшов до групи лівих українських соціал-демократів Є. Нероновича та М. Врублевського. Разом із цією групою в липні 1918 приєднався до КП(б)У. За Української Держави та Директорії Української Народної Республіки — у підпіллі. 1919 — голова Київського повітового виконкому, уповноважений ЦК КП(б)У у зведеному загоні, що діяв проти отамана Зеленого. У вересні 1919 П. дістався м. Кам'янець-Подільський, де таємно провів переговори з високопоставленими діячами УНР про спільні дії Армії Української Народної Республіки з Червоною армією проти Збройних сил Півдня Росії.

## Меморандум до ЦК РКП(б)
Відтак, прибувши до Москви, від групи членів КП(б)У (пізніше т. зв. фракція федералістів (див. Федералістів фракція у КП(б)У), одним з організаторів якої він став) у листопаді 1919 подав до ЦК РКП(б) меморандум. У ньому виклав бачення соціально-політичної ситуації та комуністичної стратегії в Україні. Визначивши минулу більшовицьку політику там як колоніальну і засудивши ставлення РКП(б) до України як поспіль «куркульської» країни, П. наголошував на особливостях її національно-історичного розвитку, соціальної й економічної структури. Наполягав на: 
- цілковитій незалежності Української радянської республіки та її уряду від Москви;
- створенні самостійної національної української комуністичної партії більшовиків шляхом об'єднання останніх із боротьбистами та іншими українськими комуністичними групами. Висловлюючися за військово-господарський союз Української та Російської радянських республік, П. уявляв його «як федерацію на засадах рівності, … угоду двох революційних центрів».

## Відповідь ЦК РКП(б)
Політичні заяви П. розглядалися ЦК РКП(б), зокрема В.Леніним, Л.Троцьким. Вони великою мірою використали їх у своїй риториці з українського питання, але відкинули по суті. У відповідь П. 28 лютого 1920 заявив політбюро ЦК РКП(б) про вихід із партії. Після цього його було заарештовано в Харкові ВУЧК на 10 діб «за антипартійну діяльність». Із квітня 1920 — голова Полтавської губернської комісії з націоналізації земель для цукрової промисловості. У квітні 1921 поновлений у КП(б)У і призначений головою Правобережної комісії з націоналізації земель народного комісаріату землеробства УСРР. Із червня 1922 — завідувач Київського губернського земвідділу. Із 1923 — зав. земельних управлінь Київської і водночас Подільської губерній. 1924—25 — начальник управління землеустрою і меліорації наркомату землеробства УСРР. 1924 обраний членом ВУЦВК. Із червня 1925 — помічник 2-го секретаря ЦК КП(б)У І.Клименка (до 1928). 1928—29 — керівник кафедри усуспільнення земель Українського НДІ економіки сільського господарства. 1929 виступив на підтримку М.Бухаріна, О.Рикова, М.Томського — лідерів т. зв. правого ухилу. 1930—32 — у наркоматі землеробства УСРР, керівник бюро сівозмін. Віце-президент Всеукраїнської академії с.-г. наук, звідки його усунено 1933 на вимогу П.Постишева. Із грудня 1933 — заступник начальника Донецького обласного земельного управління, потім — нач. відділу землеустрою, нач. планово-фінансового управління Донецького обласного земельного управління. Відтак — член виставкового комітету Донецького обласного земельного управління. У грудні 1935 П. виключено з ВКП(б) як «прихованого ворога партії». 19 січня 1937 заарештований органами НКВС УРСР. Звинувачений у належності до «контрреволюційної організації правих на Україні». 13 липня 1937 військовою колегією Верховного суду СРСР засуджений до розстрілу.
Страчений у м. Київ.
Реабілітований у грудні 1959.